# Macrosiphoniella spinipes
Macrosiphoniella spinipes är en insektsart. Macrosiphoniella spinipes ingår i släktet Macrosiphoniella och familjen långrörsbladlöss. Inga underarter finns listade i Catalogue of Life.